# Лодейка
Лоде́йка (рос. Лодейка) — присілок у складі Великоустюзького району Вологодської області, Росія. Входить до складу Мардензького сільського поселення.

## Населення
Населення — 190 осіб (2010; 258 у 2002).
Національний склад (станом на 2002 рік):
- росіяни — 99 %